# اچ‌ام‌اس ناساو (۱۷۸۵)
اچ‌ام‌اس ناساو (۱۷۸۵) (به انگلیسی: HMS Nassau (1785)) یک کشتی بود که طول آن ۱۶۰ فوت (۴۹ متر) بود. این کشتی در سال ۱۷۸۵ ساخته شد.